# Yllenus maoniuensis
Yllenus maoniuensis là một loài nhện trong họ Salticidae.
Loài này thuộc chi Yllenus. Yllenus maoniuensis được Liu, Jia-Fu Wang & Peng miêu tả năm 1991.